# Tuomarinkylä
Tuomarinkylä (suédois : Domarby) est un quartier d'Helsinki en Finlande.

## Description
En 2008, le quartier accueille 8552 habitants et a une superficie de 8,95 km2.
Il est composé de Haltiala (19 habitants), Paloheinä (5 967 habitants), Torpparinmäki (2 740 habitants) et de Tuomarinkartano.
Le nom Tuomarinkylä était déjà utilisé au Moyen Âge. La plus ancienne référence connue date de 1417.

## Galerie

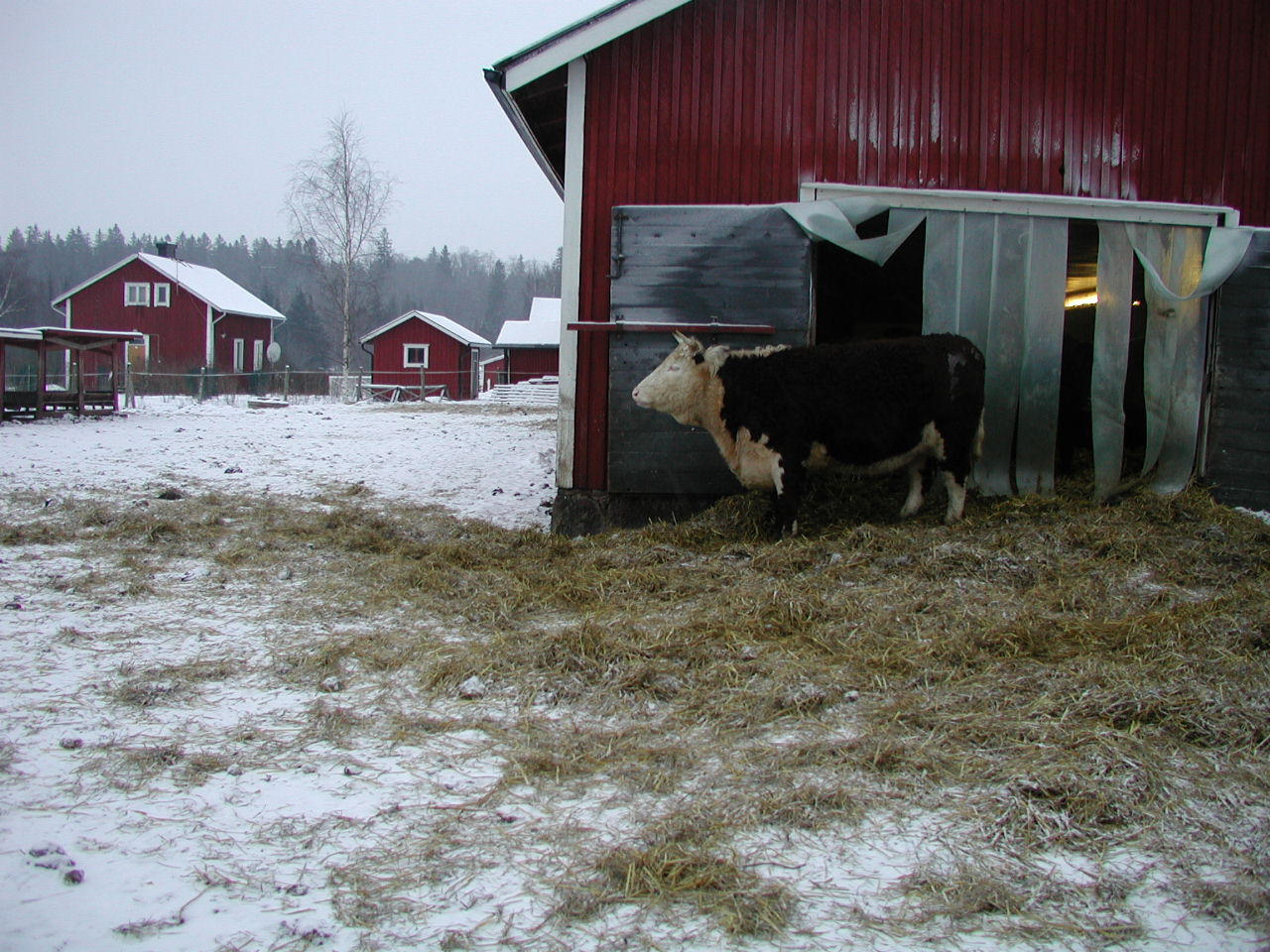
Ferme de Haltiala à Tuomarinkylä.
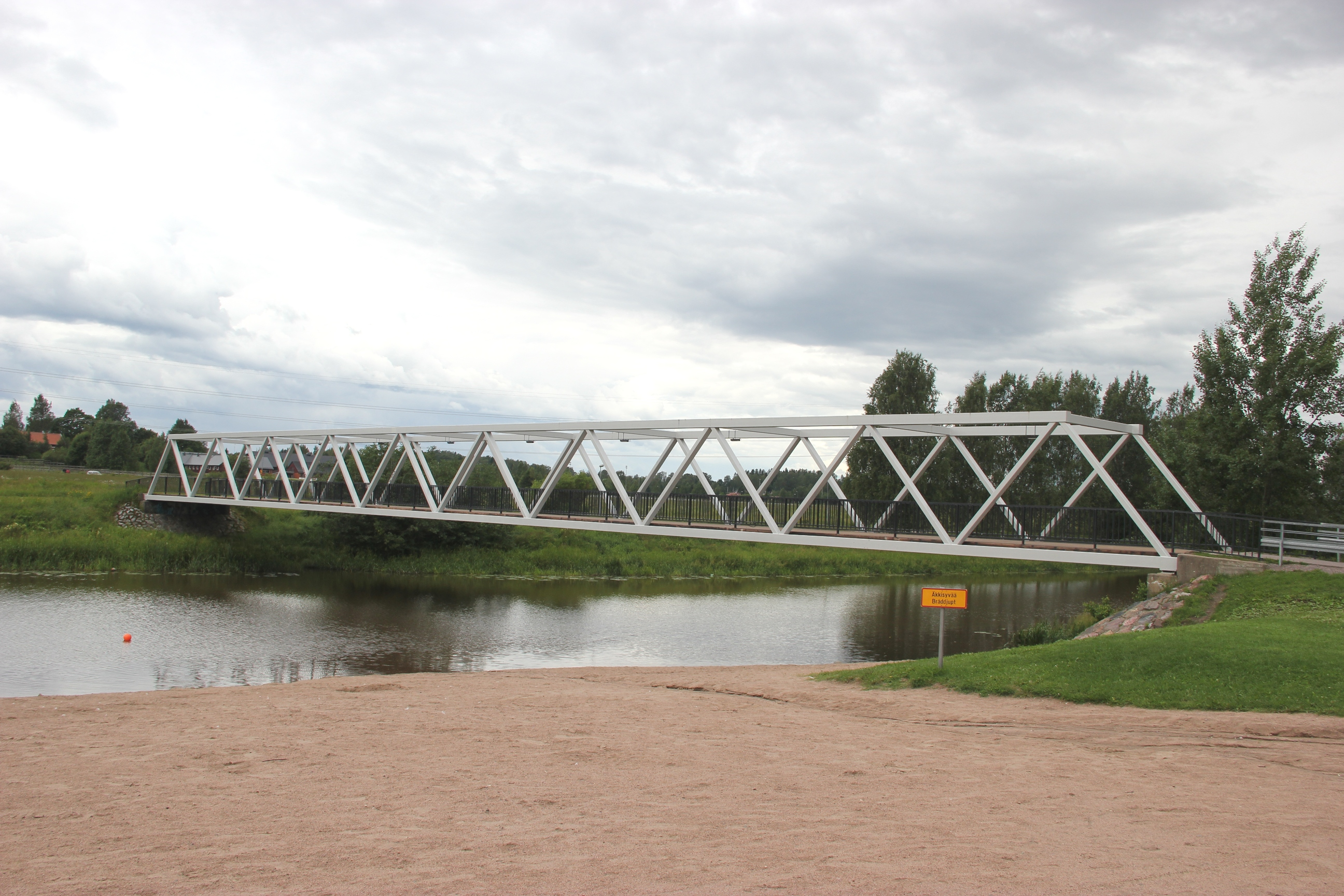
Pont pour la circulation douce entre Tuomarinkartano et Tapaninvainio.
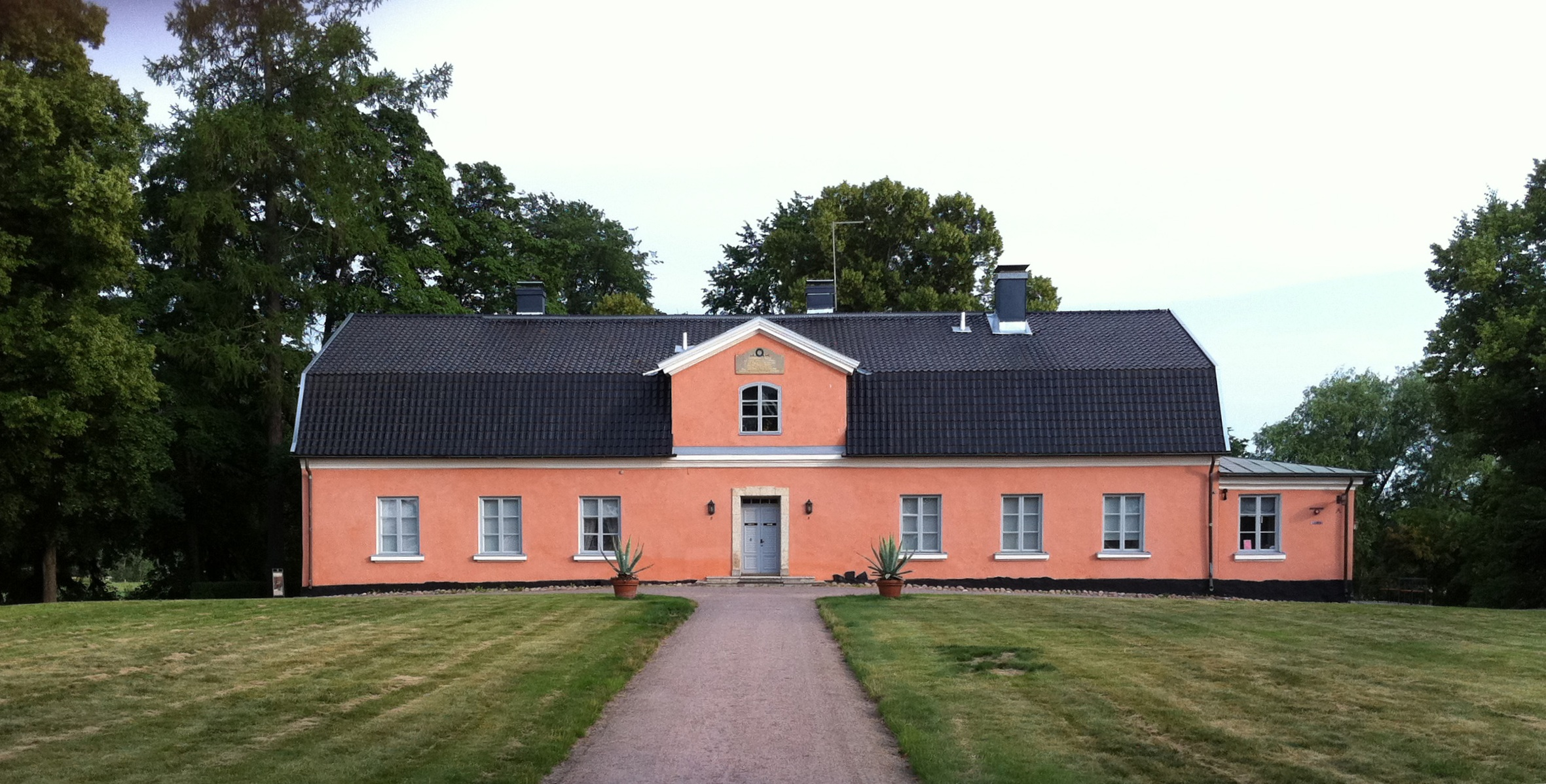
Manoir de Tuomarinkylä.